# 国際金融局外資課
国際金融局外資課（こくさいきんゆうきょくがいしか）は、大蔵省国際金融局に置かれていた部署である。
外資導入や技術援助の受け入れの管理、外国政府の不動産に関する権利の取得の審査などを主な義務としている。

## 沿革
- 1952年8月1日 - 「為替局」を設置。
- 1964年6月18日 - 「為替局」が「国際金融局」となる。
- 1986年6月10日 - 「外資課」を「国際資本課」へ改称し、証券業務の窓口にした[2]。

## 所掌事務
所掌
大蔵省組織令（昭和60年1月25日政令第5号）第83条に所掌事務が規定されていた。
```
（外資課の所掌事務）
第83条 外資課においては、次の事務をつかさどる。
一 
外資
導入（延払輸入に伴う信用の享受を含む。以下この条において同じ）の調整に関し、企画及び立案をすること。
二 外資導入に係る取引を管理すること（ただし、短期資金課の所掌に属するものを除く）。
三 外国投資家及び非居住者の本邦に対する
技術援助
に係る取引を管理すること。
四 
外国政府
の
不動産
に関する権利の取得の審査を行うこと。
五 外資導入に関する
統計
を作成すること。
```